# His Day Out
His Day Out é um curta-metragem mudo norte-americano de 1918, do gênero comédia, com o ator cômico Oliver Hardy.

## Elenco
- Billy West - Billy
- Leatrice Joy - Joy
- Oliver Hardy - Oliver
- Leo White
- Joe Bordeaux
- Ethel Marie Burton
- Bud Ross - O pai (como Budd Ross)
- Slim Cole
- Don Likes - Um cliente
- Billy Quirk